# 시니어바둑리그
쏘팔 코사놀 레전드리그는 한국기원이 주최ㆍ주관한다. 중앙미디어네트워크가 후원하는 바둑 기전이다.

## 상금
- 우승 상금은 3,000만원, 준우승 상금은 1,500만원, 3위 1,000만원, 4위, 500만원이다.
- 승자 50만원, 패자 30만원의 대국료가 별도로 지급된다.

## 대회규정
- 참가선수는 한국기원 소속 만 50세 이상(1966년 이전 출생자) 선수를 대상으로 한다.
- 참가구단은 지역연고제를 택하며, 희망 연고지가 중복될 경우 리그참가 경력 순으로 연고를 결정한다. 리그 참가 경력까지 같은 경우 협의 또는 추첨으로 결정한다. 서울은 2팀까지 연고지 중복을 허용한다.
- 팀당 3명의 주전 선수와 1명의 후보 선수로 구성된다.
- 정규리그는 총 42경기(126국)가 열려 포스트시즌에 진출할 상위 4개팀을 가린다.
- 1회 대회는 동일지명 맞대결로 치러지다, 2회 대회부터 오더제로 변경되었다.
- 제한시간 30분, 초읽기 40초 5회로 진행한다.
- 정규리그는 3판 다승제 7개팀 더블리그(12라운드)로 매주 월~수요일에 하루 한 경기씩 치른다.
- 정규리그 최종순위는 팀전적(승률)>>개인승수>>승자승>>동일팀간의 개인승수>>상위지명자 다승순.
- 2020시즌부터, 포스트시즌에 오른 4팀은 준플레이오프는 2번승부(3위팀은 1차전 승리 시 2차전 없이 바로 플레이오프 진출, 4위팀은 모두 승리해야 플레이오프 진출), 플레이오프와 챔피언결정전은 3번승부, 3판 2선승제 스텝레더 방식으로 최종 순위를 가린다.

## 대회결과

### 역대 우승팀
(선수는 지명 순으로 나열)
| 회차 | 연도   | 팀이름           | 연고지 | 감독   | 선수                                     | MVP    | 다승상                 |
| ---- | ------ | ---------------- | ------ | ------ | ---------------------------------------- | ------ | ---------------------- |
| 1    | 2016년 | 상주 곶감        | 경북   | 천풍조 | 서봉수 · 백성호 · 김기헌 · 이홍열        | 김기헌 | 박승문                 |
| 2    | 2017년 | KH 에너지        | 부산   | 김성래 | 조치훈 · 장수영 · 강훈 · 장명한          | 조치훈 | 서봉수, 조대현         |
| 3    | 2018년 | KH 에너지        | 부산   | 김성래 | 조치훈 · 장수영 · 강훈 · 장명한          | 조치훈 | 서능욱, 서봉수, 조치훈 |
| 4    | 2019년 | KH 에너지        | 부산   | 김성래 | 조치훈 · 장수영 · 강훈 · 이기섭          | 조치훈 | 김수장                 |
| 5    | 2020년 | 김포 원봉 루헨스 | 김포   | 박상돈 | 김수장 · 김기헌 · 박영찬 · 황원준        | 김기헌 | 김기헌, 박영찬, 유창혁 |
| 6    | 2021년 | 부천 판타지아    | 부천   | 이홍열 | 최규병 · 강훈 · 정대상 · 노영하          | 최규병 | 서봉수, 유창혁         |
| 7    | 2022년 | 경기 고양시      | 고양   | 한철균 | 김승준 · 김찬우 · 백성호 · 이영신        | 김승준 | 유창혁                 |
| 8    | 2023년 | YES 문경         | 문경   | 양상국 | 김찬우 · 김일환 · 강훈 · 나카네 나오유키 | 유창혁 | 유창혁                 |

### 2016 정규리그 최종순위
(선수는 지명 순으로 나열)
| 순위 | 팀이름        | 연고지 | 감독       | 선수                                 | 후보       | 승   | 패  | 승률 | 개인승수 |
| ---- | ------------- | ------ | ---------- | ------------------------------------ | ---------- | ---- | --- | ---- | -------- |
| 1    | 상주 곶감     | 경북   | 천풍조 9단 | 서봉수 9단 · 백성호 9단 · 김기헌 6단 | 이홍열 9단 | 10승 | 2패 | 83%  | 23       |
| 2    | 인천 예림도어 | 인천   | 유병호 9단 | 서능욱 9단 · 장수영 9단 · 박승문 7단 | 장두진 8단 | 8승  | 4패 | 66%  | 21       |
| 3    | 영암 월출산   | 전남   | 한상열 5단 | 조훈현9단 · 김종수 8단 · 오규철 9단  | 황원준 9단 | 6승  | 6패 | 50%  | 20       |
| 4    | 음성 인삼     | 충북   | 박종렬 5단 | 김수장 9단 · 김동엽 9단 · 박영찬 5단 | 김종준 7단 | 6승  | 6패 | 50%  | 18       |
| 5    | 부천 판타지아 | 경기   | 양상국 9단 | 김일환 9단 · 안관욱 9단 · 김동면 9단 | 노영하 9단 | 4승  | 8패 | 33%  | 16       |
| 6    | 서울 충암학원 | 서울   | 허장회 9단 | 유창혁 9단 · 조대현 9단 · 정대상 9단 | 강만우 9단 | 4승  | 8패 | 33%  | 15       |
| 7    | 전주 한옥마을 | 전북   | 정동식 6단 | 최규병 9단 · 강훈 9단 · 나종훈 7단   | 고재희 8단 | 4승  | 8패 | 33%  | 13       |

### 2017 정규리그 최종순위
(선수는 지명 순으로 나열)
| 순위 | 팀이름            | 연고지 | 감독       | 선수                                 | 후보       | 승  | 패  | 승률 | 개인승수 |
| ---- | ----------------- | ------ | ---------- | ------------------------------------ | ---------- | --- | --- | ---- | -------- |
| 1    | KH 에너지         | 부산   | 김성래 5단 | 조치훈 9단 · 장수영 9단 · 강훈 9단   | 장명한 6단 | 8승 | 4패 | 66%  | 20       |
| 2    | 상주 곶감         | 경북   | 박성수 5단 | 서봉수 9단 · 백성호 9단 · 김기헌 6단 | 이홍열 9단 | 7승 | 5패 | 58%  | 18       |
| 3    | 사이버오로        | 서울   | 유건재 8단 | 서능욱 9단 · 정대상 9단 · 나종훈 7단 | 박영찬 5댠 | 6승 | 6패 | 50%  | 20       |
| 4    | 영암 월출산       | 전남   | 한상열 6단 | 김종수 8단 · 오규철 9단 · 김동면 9단 | 노영하 9단 | 6승 | 6패 | 50%  | 18       |
| 5    | 부천 판타지아     | 경기   | 양상국 9단 | 김일환 9단 · 안관욱 9단 · 김종준 7단 | 이기섭 8단 | 6승 | 6패 | 50%  | 18       |
| 6    | 음성 인삼         | 충북   | 박종렬 5단 | 김수장 9단 · 김동엽 9단 · 김준영 6단 | 황원준 9단 | 6승 | 6패 | 50%  | 17       |
| 7    | 삼척 해상케이블카 | 강원   | 윤종섭 4단 | 조대현 9단 · 박승문 7단 · 허장회 9단 | 한철균 8단 | 3승 | 9패 | 25%  | 13       |

영암 월출산과 부천 판타지아는 승률, 개인승수, 승자승, 동일팀간 개인승수에서 동률을 기록했지만, 상위지명 다승에서 1승 앞서며 영암 월출산이 4위를 기록했다.<김종수8단(7승5패), 김일환9단(6승6패)>

### 2018 정규리그 최종순위
(선수는 지명 순으로 나열)
| 순위 | 팀이름            | 연고지 | 감독       | 선수                                 | 후보       | 승  | 패   | 승률 | 개인승수 |
| ---- | ----------------- | ------ | ---------- | ------------------------------------ | ---------- | --- | ---- | ---- | -------- |
| 1    | KH 에너지         | 부산   | 김성래 5단 | 조치훈 9단 · 장수영 9단 · 강훈 9단   | 장명한 6단 | 9승 | 3패  | 75%  | 20       |
| 2    | 부천 판타지아     | 경기   | 양상국 9단 | 김일환 9단 · 안관욱 9단 · 김종준 7단 | 이기섭 8단 | 8승 | 4패  | 66%  | 20       |
| 3    | 음성 인삼         | 충북   | 박종렬 5단 | 김수장 9단 · 김동엽 9단 · 차민수 5단 | 김준영 6단 | 7승 | 5패  | 58%  | 22       |
| 4    | 상주 명실상감한우 | 경북   | 이홍열 9단 | 서봉수 9단 · 백성호 9단 · 김기헌 7단 | 한철균 8단 | 7승 | 5패  | 58%  | 21       |
| 5    | 사이버오로        | 서울   | 노영하 9단 | 서능욱 9단 · 정대상 9단 · 나종훈 7단 | 박영찬 5댠 | 6승 | 6패  | 50%  | 19       |
| 6    | 영암 월출산       | 전남   | 한상열 6단 | 김종수 8단 · 오규철 9단 · 김동면 9단 | 황원준 9단 | 5승 | 7패  | 41%  | 17       |
| 7    | 삼척 해상케이블카 | 강원   | 윤종섭 4단 | 박승문 7단 · 조대현 9단 · 강만우 9단 | 장두진 8단 | 0승 | 12패 | 0%   | 7        |

### 2019 정규리그 최종순위
(선수는 지명 순으로 나열)
| 순위 | 팀이름            | 연고지 | 감독       | 선수                                 | 후보             | 승   | 패  | 승률 | 개인승수 |
| ---- | ----------------- | ------ | ---------- | ------------------------------------ | ---------------- | ---- | --- | ---- | -------- |
| 1    | KH 에너지         | 부산   | 김성래 5단 | 조치훈 9단 · 장수영 9단 · 강훈 9단   | 이기섭 8단       | 10승 | 4패 | 71%  | 27       |
| 2    | 김포 원봉루헨스   | 김포   | 박상돈 8단 | 김수장 9단 · 김기헌 7단 · 박영찬 5단 | 백흥수 6단       | 8승  | 6패 | 57%  | 27       |
| 3    | 의왕 인플러스     | 의왕   | 박종렬 5단 | 서봉수 9단 · 조대현 9단 · 김종준 7단 | 유병호 9단       | 7승  | 7패 | 50%  | 21       |
| 4    | 삼척 해상케이블카 | 삼척   | 윤종섭 4단 | 김일환 9단 · 정대상 9단 · 김철중 3단 | 루이나이웨이 9단 | 7승  | 7패 | 50%  | 20       |
| 5    | 부천 판타지아     | 부천   | 양상국 9단 | 안관욱 9단 · 박승문 7단 · 강만우 9단 | 천풍조 9댠       | 6승  | 8패 | 42%  | 19       |
| 6    | 의정부 희망도시   | 의정부 | 이형로 5단 | 서능욱9단 · 김동엽 9단 · 황원준 9단  | 김준영 6단       | 6승  | 8패 | 42%  | 19       |
| 7    | 상주 명실상감한우 | 상주시 | 이홍열 9단 | 김종수 9단 · 백성호 9단 · 한철균 9단 | 문명근 9단       | 6승  | 8패 | 42%  | 19       |
| 8    | 영암 월출산       | 영암   | 한상열 6단 | 차민수 5단 · 오규철 9단 · 김동면 9단 | 나종훈 8단       | 6승  | 8패 | 42%  | 16       |

### 2020 정규리그 최종순위
(선수는 지명 순으로 나열)
| 순위 | 팀이름              | 연고지 | 감독        | 선수                                    | 후보        | 승   | 패   | 승률 | 개인승수 |
| ---- | ------------------- | ------ | ----------- | --------------------------------------- | ----------- | ---- | ---- | ---- | -------- |
| 1    | 서울 데이터스트림즈 | 서울   | 양상국 九단 | 유창혁 九단 · 안관욱 九단 · 정대상 九단 | 이기섭 八단 | 12승 | 2패  | 85%  | 28       |
| 2    | 부천 판타지아       | 부천   | 이홍열 九단 | 김종수 九단 · 강훈 九단 · 김동면 九단   | 박종열 五단 | 9승  | 5패  | 64%  | 23       |
| 3    | 김포 원봉 루헨스    | 김포   | 박상돈 五단 | 김수장 九단 · 김기헌 七단 · 박영찬 五단 | 황원준 九단 | 8승  | 6패  | 57%  | 26       |
| 4    | 서울 구전녹용       | 서울   | 권갑용 八단 | 김일환 九단 · 박승문 八단 · 김철중 四단 | 김덕규 九단 | 7승  | 7패  | 50%  | 22       |
| 5    | 의정부 희망도시     | 의정부 | 이형로 五단 | 서능욱 九단 · 김동엽 九단 · 김종준 八단 | 문명근 九단 | 7승  | 7패  | 50%  | 21       |
| 6    | 스타 영천           | 영천   | 윤종섭 四단 | 최규병 九단 · 백성호 九단 · 강만우 九단 | 나종훈 八단 | 7승  | 7패  | 50%  | 16       |
| 7    | KH 에너지           | 부산   | 김성래 五단 | 서봉수 九단 · 조대현 九단 · 노영하 九단 | 김준영 六단 | 3승  | 11패 | 42%  | 16       |
| 8    | 영암 월출산         | 영암   | 한상열 六단 | 차민수 五단 · 장수영 九단 · 오규철 九단 | 정동식 六단 | 3승  | 11패 | 42%  | 16       |

KH 에너지와 영암 월출산은 승률, 개인승수에서 동률을 기록했지만, 승자승에서(2승) 앞서며 KH에너지가 7위를 기록했다.<2:1승, 3:0승>

### 2021 정규리그 최종순위
(선수는 지명 순으로 나열)
| 순위 | 팀이름          | 연고지 | 감독        | 선수                                    | 후보        | 승  | 패   | 승률 | 개인승수 |
| ---- | --------------- | ------ | ----------- | --------------------------------------- | ----------- | --- | ---- | ---- | -------- |
| 1    | 부천 판타지아   | 부천   | 이홍열 九단 | 최규병 九단 · 강훈 九단 · 정대상 九단   | 노영하 九단 | 9승 | 5패  | 64%  | 24       |
| 2    | 데이터스트림즈  | 서울   | 양상국 九단 | 유창혁 九단 · 백성호 九단 · 김종준 八단 | 김준영 六단 | 9승 | 5패  | 64%  | 24       |
| 3    | KH 에너지       | 부산   | 김성래 六단 | 서봉수 九단 · 장수영 九단 · 이기섭 八단 | 김철중 四단 | 8승 | 6패  | 57%  | 21       |
| 4    | 서울 구전녹용   | 서울   | 권갑용 九단 | 김일환 九단 · 안관욱 九단 · 차민수 六단 | 한상열 6단  | 7승 | 7패  | 50%  | 25       |
| 5    | 영암 월출산     | 영암   | 정수현 九단 | 김수장 九단 · 오규철 9단 · 나종훈 八단  | 한철균 九단 | 7승 | 7패  | 50%  | 17       |
| 6    | 의정부 희망도시 | 의정부 | 이형로 五단 | 서능욱 九단 · 김동엽 九단 · 강만우 九단 | 황원준 九단 | 6승 | 8패  | 42%  | 21       |
| 7    | 통영 디피랑     | 통영   | 문명근 九단 | 김기헌 七단 · 박승문 八단 · 조대현 九단 | 유병호 九단 | 6승 | 8패  | 42%  | 19       |
| 8    | 스타 영천       | 영천   | 윤종섭 四단 | 김종수 九단 · 박영찬 五단 · 김동면 九단 | 천풍조 九단 | 4승 | 10패 | 28%  | 17       |

부천 판타지아와 데이터스트림즈는 승률, 개인승수에서 동률을 기록했지만, 승자승에서(2승) 앞서며 부천 판타지아가 1위를 기록했다.<2:1승, 3:0승>

### 2022 정규리그 최종순위
(선수는 지명 순으로 나열)
| 순위 | 팀이름      | 연고지 | 감독        | 선수                                    | 후보        | 승   | 패  | 승률 | 개인승수 |
| ---- | ----------- | ------ | ----------- | --------------------------------------- | ----------- | ---- | --- | ---- | -------- |
| 1    | 경기 고양시 | 고양   | 한철균 九단 | 김승준 九단 · 김찬우 六단 · 백성호 九단 | 이영신 六단 | 10승 | 4패 | 71%  | 26       |
| 2    | 스타 영천   | 영천   | 윤종섭 四단 | 이상훈 九단 · 김종수 九단 · 김동면 九단 | 김종준 八단 | 8승  | 6패 | 57%  | 25       |

### 2023 정규리그 최종순위
(선수는 지명 순으로 나열)